# گی یانیشفسکی
گی یانیشفسکی (انگلیسی: Guy Janiszewski؛ زادهٔ ۲۴ ژانویهٔ ۱۹۵۹) دوچرخه‌سوار اهل بلژیک است.